# Mixmaster Morris
Mixmaster Morris (bürgerlicher Name Morris Gould; * 1965 in Brighton, Sussex, England) ist ein britischer Ambient-Musiker und DJ. Er veröffentlichte auch unter dem Pseudonym The Irresistible Force.

## Leben
Mixmaster Morris begann seine musikalische Karriere in den 1980er Jahren als DJ bei Indiepartys und beim Piratensender Network 21. 1985 eröffnete er in London seinen ersten eigenen Club The Gift. Anschließend ging er zwei Jahre als Tour-DJ mit The Shamen auf Tournee.
Anfang der 1990er Jahre unterschrieb er einen Plattenvertrag mit Rising High Records, auf dem 1992 sein Debütalbum Flying High unter dem Pseudonym The Irresistible Force erschien. Aus der Kooperation mit Peter Kuhlmann ging das Projekt Dreamfish, von dem 1993 und 1995 Alben auf dem Frankfurter Label FAX +49-69/450464 erschienen.
Gemeinsam mit Jonah Sharp entstand 1998 in Japan das Album Quiet Logic, das von Haruomi Hosono produziert wurde. Im gleichen Jahr wechselte er zum Trip-Hop-Label Ninja Tune, auf dem zwei EPs und das Irresistible-Force-Album It's Tomorrow Already erschienen.
Neben seinen Studio-Alben erschienen verschiedene DJ-Mixe und von Morris kuratierte Compilations. Als Remixer lieferte er Neubearbeitungen für Musiker wie The Shamen (Scientas, 1993), Coldcut (Autumn Leaves, 1993), The Higher Intelligence Agency (Speedlearn, 1994), Anne Garner (Here Far Away, 2005) oder Ulrich Schnauss (No Deeper Love, 2011).
Außer seiner Tätigkeit als Musiker und DJ schrieb Morris auch Beiträge für Musik- und Jugendzeitschriften wie New Musical Express, Mixmag und i-D.

## Diskografie (Auswahl)

### Studio-Alben
- 1992: The Irresistible Force – Flying High (Rising High Records)
- 1993: Dreamfish (Peter Kuhlmann & Mixmaster Morris) – Dreamfish (FAX +49-69/450464)
- 1994: The Irresistible Force – Global Chillage (Rising High Records)
- 1995: Dreamfish (Peter Kuhlmann & Mixmaster Morris) – Dreamfish 2 (FAX +49-69/450464)
- 1998: The Irresistible Force – It's Tomorrow Already (Ninja Tune)
- 1998: Mixmaster Morris & Jonah Sharp – Quiet Logic (Daisyworld Discs)

### DJ-Mixe
- 1996: The Orb's Dr Alex Paterson & Mixmaster Morris – Mixmag Live! Vol. 9 (DMC Publishing)
- 1997: Mixmaster Morris – The Morning After (Positiva)
- 2002: Mixmaster Morris – Ambient Meditations 4 - God Bless The Chilled (Return To The Source)
- 2009: Mixmaster Morris – The 69 Steps - Calm Down My Selector (Wakyo Records)

### Singles & EPs
- 1988: The Irresistible Force – I Want To / Guns (Red Megaphone Records)
- 1991: The Irresistible Force – Space Is The Place (Rising High Records)
- 1992: The Irresistible Force – Underground E.P. (Rising High Records)
- 1995: The Irresistible Force – Waveform / Natural Frequency (Astralwerks)
- 1998: The Irresistible Force – Nepalese Bliss (Ninja Tune)
- 1999: The Irresistible Force – Fish Dances (Ninja Tune)